# Complejo Endorreico del Puerto de Santa María
Complejo Endorreico del Puerto de Santa María este o arie protejată (arie specială de conservare — SAC, sit de importanță comunitară — SCI, arie de protecție specială avifaunistică — SPA) din Spania întinsă pe o suprafață de 255,04 ha, integral pe uscat.

## Localizare
Centrul sitului Complejo Endorreico del Puerto de Santa María este situat la coordonatele 36°38′36″N 6°13′51″W / 36.6433°N 6.2309°V.

## Înființare
Situl Complejo Endorreico del Puerto de Santa María a fost declarat arie de protecție specială avifaunistică în septembrie 1987 pentru a proteja 32 de specii de animale. Alte tipuri de protecție:
- sit de importanță comunitară (în decembrie 1997)
- arie specială de conservare (în ianuarie 2017)[3][5][6]

## Biodiversitate
Situată în ecoregiunea mediteraneană, aria protejată conține 5 habitate naturale: Iazuri temporare mediteraneene, Galerii și tufărișuri riverane sudice (Nerio-Tamaricetea și Securinegion tinctoriae), Salicornia și alte specii anuale care populează regiunile mlăștinoase și nisipoase, Tufărișuri termo-mediteraneene și de pre-deșert, Pajiști umede mediteraneene cu ierburi înalte de Molinio-Holoschoenion.
La baza desemnării sitului se află mai multe specii protejate:
- păsări (30): rață sulițar (Anas acuta), rață lingurar (Anas clypeata), rață pitică (Anas crecca), rață fluierătoare (Anas penelope), rață mare (Anas platyrhynchos), rață cârâitoare (Anas querquedula), rață pestriță (Anas strepera), stârc roșu (Ardea purpurea), rață-cu-cap-castaniu (Aythya ferina), rața moțată (Aythya fuligula), rață roșie (Aythya nyroca), prundăraș de sărătură (Charadrius alexandrinus), chirighiță-cu-obraz-alb (Chlidonias hybridus), barză albă (Ciconia ciconia), egretă mică (Egretta garzetta), Fulica cristata, ciovlica roșcată (Glareola pratincola), piciorong (Himantopus himantopus), stârc pitic (Ixobrychus minutus), Marmaronetta angustirostris, rață cu ciuf (Netta rufina), Oxyura leucocephala, Phoenicopterus ruber, corcodel mare (Podiceps cristatus), corcodel-cu-gât-negru (Podiceps nigricollis), Porphyrio porphyrio, Porzana pusilla, cristei de baltă (Rallus aquaticus), ciocântors (Recurvirostra avosetta), corcodel mic (Tachybaptus ruficollis)
- mamifere (1): vidră de râu (Lutra lutra)
- reptile (1): Mauremys leprosa

Pe lângă speciile protejate, pe teritoriul sitului au mai fost identificate 3 specii de păsări, 6 specii de reptile.